# Зороків
Зо́років — село в Україні, в Оліївській сільській територіальній громаді Житомирського району Житомирської області. Чисельність населення становить 340 осіб (2001).
Розташоване за 16 км від обласного центру Житомира і за 7 км від Черняхова і залізничної станції Горбаші.

## Населення

### Мова
Розподіл населення за рідною мовою за даними перепису 2001 року:
| Мова       | Кількість | Відсоток |
| ---------- | --------- | -------- |
| українська | 334       | 98.24 %  |
| російська  | 5         | 1.47 %   |
| білоруська | 1         | 0.29 %   |
| Усього     | 340       | 100 %    |

## Історія
До 7 вересня 2016 року — адміністративний центр Зороківської сільської ради Черняхівського району Житомирської області.
12 червня 2020 року, відповідно до розпорядження Кабінету Міністрів України № 711-р «Про визначення адміністративних центрів та затвердження територій територіальних громад Житомирської області», територію та населені пункти Вільської сільської територіальної громади включено до складу Оліївської сільської територіальної громади Житомирського району Житомирської області.

## Відомі люди
- Бондарчук Володимир Іванович (нар. 1947) — валторніст і педагог, професор, народний артист України.
- Войчишин Юлія Михайлівна (нар. 1929) — український літературознавець, громадський діяч.
- Мовчан Юліан Григорович (1913—2002) — український лікар, журналіст, письменник.
- Фурман Олександр Валентинович (1986—2014) — український військовик, учасник російсько-української війни.

## Галерея

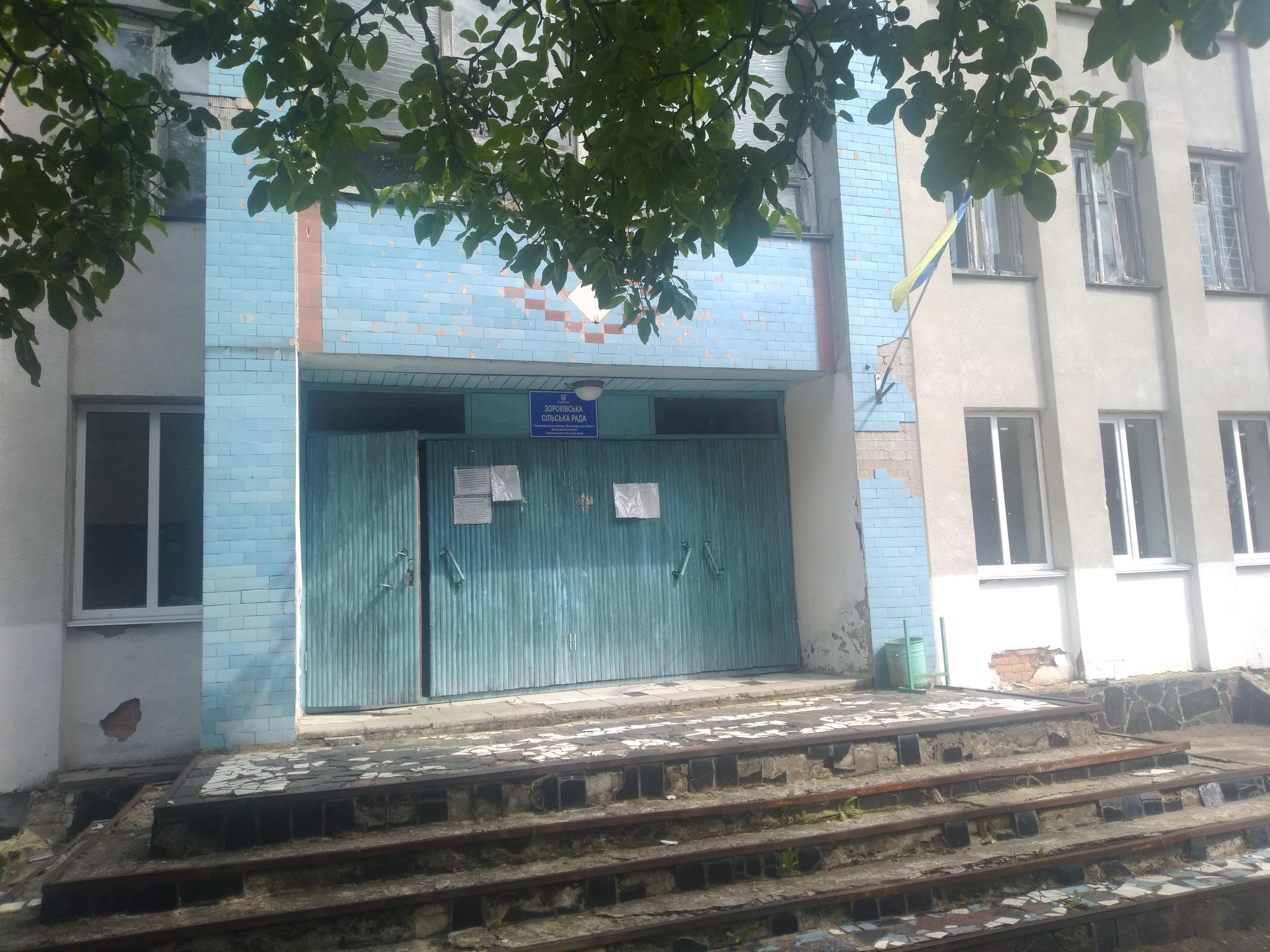
Будівля сільської ради
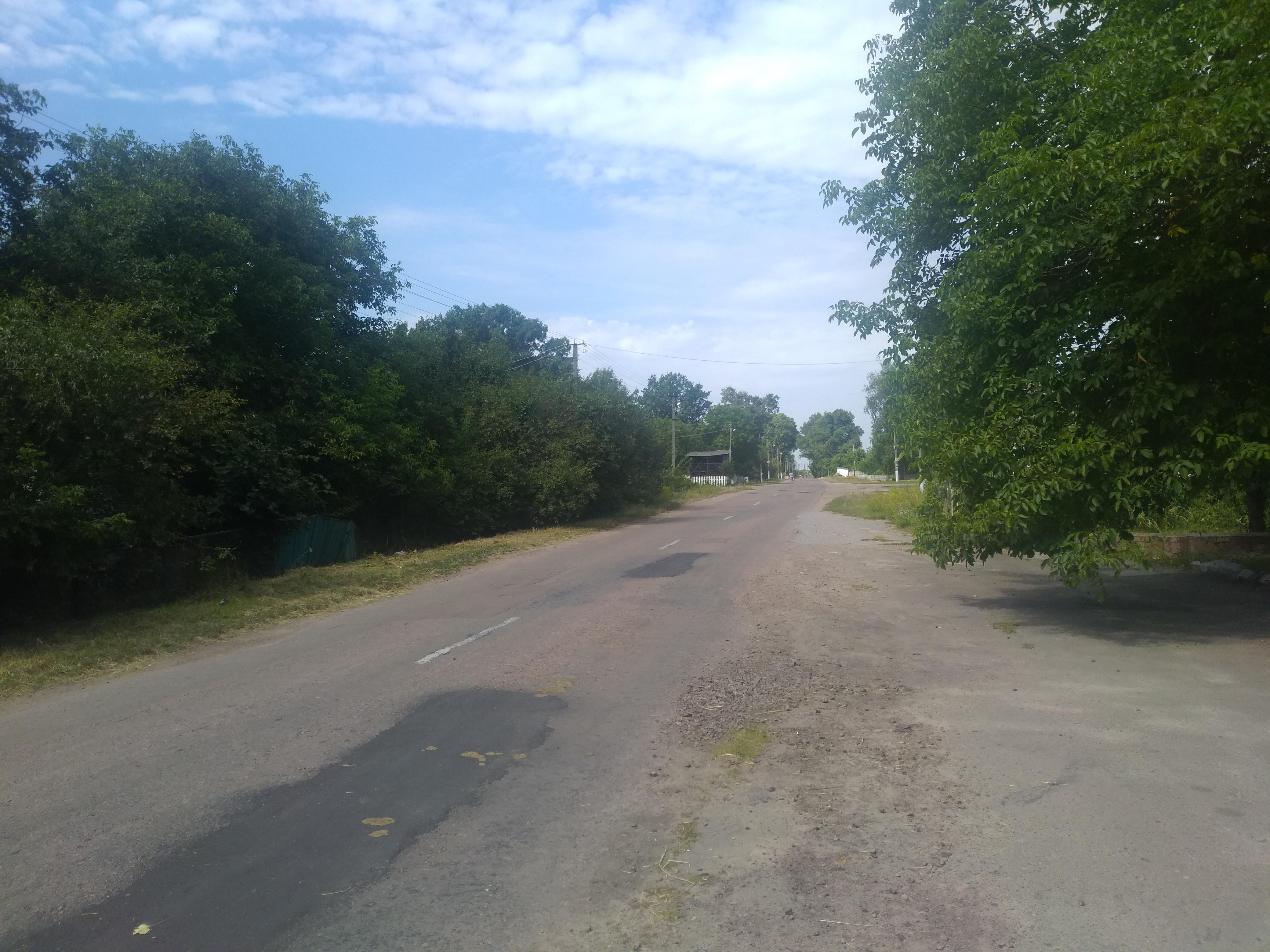
Центр села